# NGC 7681
NGC 7681 (również PGC 71558 lub UGC 12620) – galaktyka soczewkowata (S0), znajdująca się w gwiazdozbiorze Pegaza. Odkrył ją William Herschel 11 października 1784 roku.